# Flower Power (The Flower Kings)
Flower Power è il quarto album discografico in studio del gruppo musicale progressive rock svedese The Flower Kings. Si tratta del secondo doppio album ed è stato pubblicato nel 1999.

## Tracce
CD 1
1. Garden of Dreams (Tomas Bodin, Stolt) – 59:16
2. Captain Capstan – 0:45
3. Ikea by Night (Jaime Salazar) – 0:04
4. Astral Dog (Salazar, Stolt) – 8:03
5. Regal Dinners (bonus track) – 3:14
6. Papercup Angels (bonus track) – 1:50
7. Butterfly Queen (bonus track) – 1:25

CD 2
1. Deaf, Numb & Blind – 11:10
2. Stupid Girl – 6:49
3. Corruption – 5:54
4. Power of Kindness (Bodin) – 4:23
5. Psychedelic Postcard – 8:42
6. Hudson River Sirens Call 1998 – 4:47
7. Magic Pie (Hasse Fröberg) – 8:19
8. Painter – 6:45
9. Calling Home – 11:19
10. Afterlife (Bodin, Stolt) – 4:34
11. End of a Century (bonus track) – 2:01

## Formazione
- Roine Stolt - voce, chitarre, tastiere, basso
- Tomas Bodin - tastiere
- Michael Stolt - basso
- Jaime Salazar - batteria
- Hasse Bruniusson - percussioni
- Hasse Fröberg - voce
- Ulf Wallander - sax soprano